# Run Away With Me
Singles de Carly Rae Jepsen
I Really Like You
(2015) Your Type
(2015)
Run Away With Me est une chanson de l'artiste canadienne Carly Rae Jepsen pour son troisième album studio sorti le 17 septembre 2015 en Europe : Emotion (stylisé E•MO•TION, 2015). Le titre a été écrit par Carly Rae Jepsen, Mattias Larsson, Robin Lennart Fredriksson, Oscar Holter, Shellback et Jonnali Parmenius et a été produit par Mattman & Robin et Shellback.
Run Away with Me est sorti en tant que deuxième single de l'album Emotion le 21 juillet 2015. Le morceau est devenu un Hit FM en Espagne le 17 juin 2015,.

## Vidéo-clip
Le clip d'accompagnement est sorti le 17 juin 2015 sur YouTube. Il montre Jepsen dans ses voyages promotionnels à Paris, New York et au Japon. Elle a d'ailleurs dit qu'elle ne savait pas qu'elle était en train de tourner son clip vidéo,,,.

## Performance en direct
Le 1er mai 2015, Jepsen a interprété Run Away with Me au concert de Pékin, en Chine. 
Aux États-Unis, elle a interprété Run Away with Me à la télévision au The Tonight Show le 19 août et au The Today Show le 21 août 2015 , pour promouvoir son nouvel album studio E..mo.tion (sorti le 21 août aux États-Unis).

## Listes des pistes
- Téléchargement numérique

1. Run Away with Me — 4:11

## Classement hebdomadaire
| Classement (2015)                  | Meilleure position |
| ---------------------------------- | ------------------ |
| Australie (ARIA)                   | 100                |
| Canada (Hot 100)                   | 83                 |
| Finlande (Suomen virallinen lista) | 49                 |
| Tchéquie (IFPI Rádio)              | 17                 |
| Allemagne (Media Control AG)       | 164                |
| Royaume-Uni (UK Singles Chart)     | 68                 |
| US(Billboard)                      | 49                 |
| Slovaquie (IFPI Rádio)             | 51                 |
| Irlande (IRMA)                     | 82                 |

## Histoire de délibération
| Country               | Date            | Format                 | Label                        |
| --------------------- | --------------- | ---------------------- | ---------------------------- |
| Espagne               | 22 juin 2015    | Contemporary hit radio | Universal                    |
| France                | 17 juillet 2015 | Digital download       | Universal                    |
| Partout dans le monde | 17 juillet 2015 | Digital download       | Universal                    |
| États-Unis            | 17 juillet 2015 | Digital download       | Schoolboy Records Interscope |